# IC 410
IC 410, auch Kaulquappennebel genannt, ist ein Emissionsnebel mit einem eingebetteten offenen Sternhaufen (NGC 1893) im Sternbild Fuhrmann am Nordsternhimmel.
Das Objekt wurde am 25. September 1892 vom deutschen Astronomen Max Wolf entdeckt.